# Búsime nâpinek
Búsime nâpinek er en bog af den grønlandske forfatter Mâliâraq Vebæk. 
Bogen er den første roman, som blev udgivet af en kvindelig grønlandsk forfatter,  og er dermed en vigtig bog i litteraturhistorie. Bogens centrale tema er kvindeundertrykkelse og forholdet mellem kolonimagten Danmark og kolonien Grønland. 
Bogen blev udgivet i 1981, og blev af forfatteren selv oversat til dansk, under titlen Historien om Katrine i 1982. Den handler om den grønlandske kvinde Katrine, som gifter sig med en dansk håndværker. De flytter til Danmark, men der lider hun så mange nederlag, at hun til sidst begår selvmord. 
Den er også oversat til samisk og russisk. 
Forfatteren fik i 1982 den grønlandske forfatterforenings pris bl.a på grund af denne bog.
1. ↑  Sermitsiaq.ag
2. ↑  Dansk Kvindebiografisk Leksikon – Mâliâraq Vebæk